# Berthold Gall

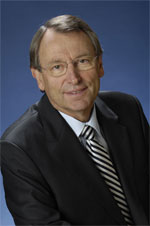
Berthold Gall (2007)

Berthold Rudolph Gall (* 26. Juli 1947 in Flörsheim am Main) ist ein ehemaliger deutscher Kommunalpolitiker (CDU), Bürgermeister und Landrat.

## Leben
Gall wuchs in seinem Geburtsort Flörsheim am Main auf. Sein Vater war der Küster der örtlichen katholischen Sankt-Gallus-Kirche und betrieb gegenüber der Kirche einen Laden für Feinstrickwaren und Devotionalien. Nach der Handelsschule absolvierte Gall eine Lehre zum Kaufmannsgehilfen. Im Anschluss an seinen Grundwehrdienst bei der Bundeswehr arbeitete er als Kaufmännischer Angestellter und später als Assistent des Verkaufsleiters der Dyckerhoff Zementwerke. Berufsbegleitend erlangte er die Fachhochschulreife mit dem Abschluss eines Staatlich geprüften Betriebswirts. Von 1975 bis 1977 war er Referent des Flörsheimer Bürgermeisters Josef Anna. Von 1978 bis 1986 war Gall hauptamtlicher Bürgermeister der Gemeinde Sulzbach (Taunus), von 1986 bis 1992 Bürgermeister der Stadt Bad Soden am Taunus. Von 1992 bis 1999 kehrte er als Geschäftsführer einer Tochtergesellschaft der heutigen DZ-Bank in die freie Wirtschaft zurück. Am 1. Oktober 1999 wurde er Landrat des Main-Taunus-Kreises, nachdem er bei der Direktwahl am 29. August 1999 64,7 % der Stimmen erhielt. Die Wahlbeteiligung lag bei 30,6 %. Im Jahr 2005 wurde er mit 62,4 % bei einer Wahlbeteiligung von 34,2 % für weitere sechs Jahre im Amt bestätigt. Dieses Amt endete mit dem September 2011.

## Auszeichnungen
- Hessischer Verdienstorden (verliehen am 11. April 2013)[1]